# Страшный суд (картина Мемлинга)
«Страшный суд» (ок. 1461—1473) — триптих Ханса Мемлинга, выполненный им по заказу представителя банка Медичи в Брюгге Анджело Тани. Один из ранних шедевров этого художника, соединивший все характерные черты нидерландской живописи XV века.

## История создания
«Страшный суд» или «Алтарь Якопо Тани» — написан на дубовых досках масляными красками. Центральная часть размером 221 х 161 см (242 х 180,8 см с обрамлением), две боковые створки размером 223,5 х 72,5 см (242 х 90 см с обрамлением). Реставрировался в 1851 году. В настоящее время триптих хранится в Национальном музее (Гданьск, Польша).
Заказчик триптиха — управляющий филиалом банка Медичи в Брюгге Анджело ди Якопо Тани (1415—1492). Он начал свою карьеру консулом в Венеции, потом служил в лондонском банке Медичи, Тани был управляющим с 1455 по 1469 годы, когда на этом посту его сменил Томмазо Портинари, кандидатуру которого поддерживал Пьеро Медичи. Якопо Тани, однако, работал в брюггском филиале банка до 1471 года, после чего был отправлен в Англию для проверки счетов филиала банка Медичи. Так как отсутствуют письменные источники, время создания определено приблизительно. Триптих был предназначен для монастырской церкви аббатства Бадиа-Фьезолана во Фьезоле, где Якопо Тани (как и другие директора банка Медичи) владел капеллой, посвященной Архангелу Михаилу. Тани выстроил капеллу в честь своего бракосочетания с Катериной Танальи. На триптихе дважды появляется изображение предводителя небесного воинства: в центральной части, где он отделяет души блаженных от проклятых, и на обороте правой створки, где перед его статуей склонила колени супруга Якопо Тани — Катерина ди Франческо Танальи.

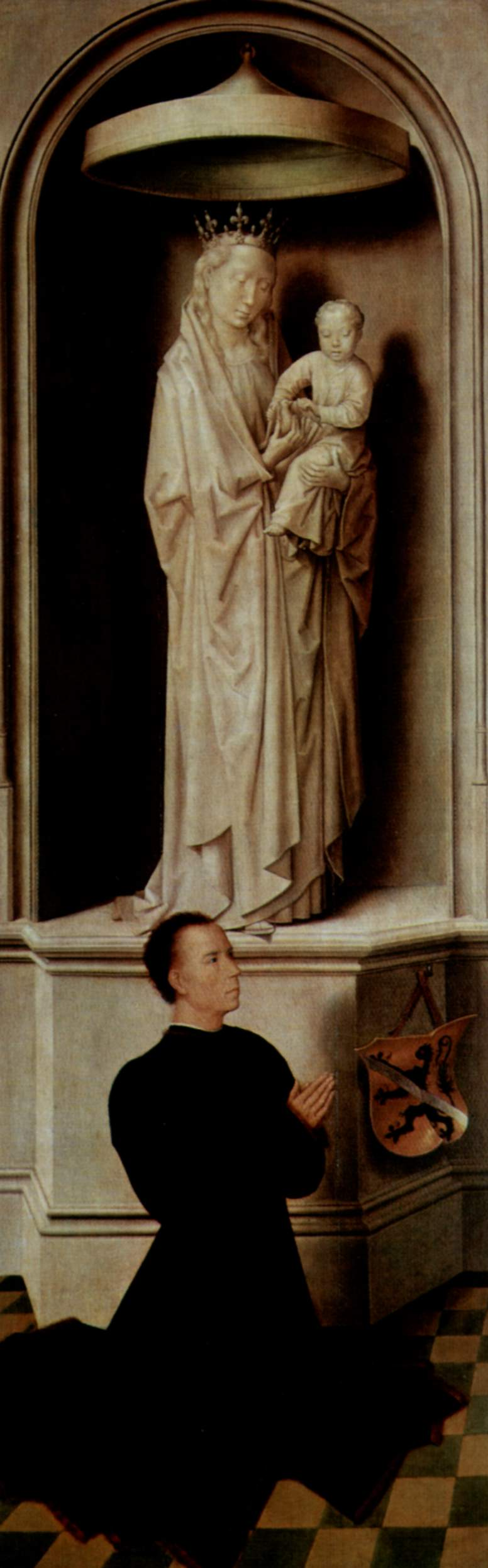
Мемлинг. Страшный суд. Обратная сторона левой створки.

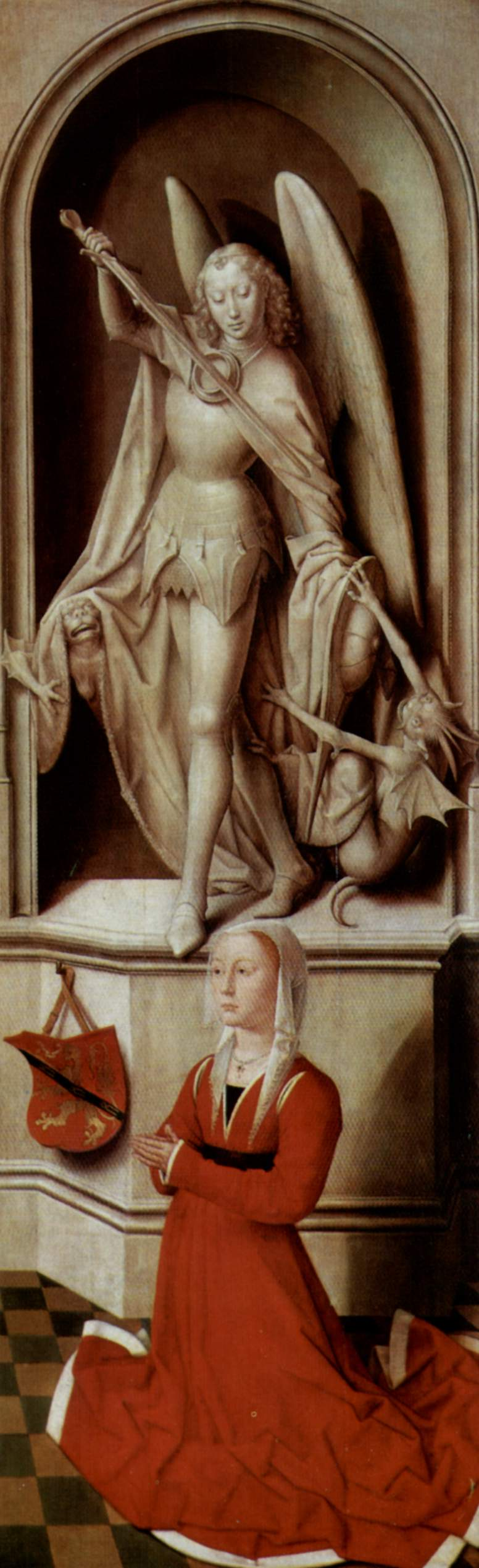
Мемлинг. Страшный суд. Обратная сторона правой створки.

## Сюжет
Центральная часть и внутренние стороны боковых створок алтаря занимает одна большая сцена, построенная строго симметрично. Художник трактовал тему Страшного суда, используя систему изображения, принятую в изобразительном искусстве Северной Европы и соединяя её с мотивами библейских текстов, в том числе Апокалипсиса. В центральной части триптиха Мемлинг частично повторил композицию «Страшного суда» ван дер Вейдена (полиптиха из госпиталя в Боне). Так же, как и у ван дер Вейдена, Христос-Судия восседает на радуге (она по Ветхому Завету — символ единения Бога и человека). Вертикальная ось центральной части проходит через фигуры Христа и Архангела Михаила, взвешивающего души. Пылающий меч и лилия, исходящие из уст Христа символизируют справедливость и милосердие, его ноги опираются на сферу. Правая рука Христа поднята в благословляющем жесте, левая — опущена в осуждающем. Его окружают двенадцать апостолов, Дева Мария и Иоанн Креститель, ходатайствующие за людские души. Над этой группой располагаются ангелы, которые несут знаки Страстей Христовых, ниже — ангелы, трубящие в трубы Апокалипсиса.
В нижней части композиции доминирует фигура Архангела Михаила в рыцарских доспехах. С помощью весов он разделяет блаженных и проклятых, своим жезлом Михаил попирает душу обречённую. Человеку, изображённому на левой части весов Мемлинг придал черты Томмазо Портинари, причём портрет был добавлен уже после завершения картины. Появление изображения Портинари объясняется по-разному: возможно Тани просил написать его, желая угодить своему преемнику, или Портинари также оплатил создание триптиха, или даже купил его. 
У ног Архангела Михаила мёртвые, завёрнутые в саваны, выходят из могил на последний суд. Пейзаж в центральной части триптиха — грозные тучи над бесплодной голой землёй, подчёркивает приближение последней катастрофы, несущей конец миру.
На правой створке изображена сцена низвержения в Ад грешников. Историки искусства видят здесь сходство с алтарной створкой Дирка Баутса, хрянящейся в Лувре. В отличие от других художников, обращавшихся к теме Страшного суда, Мемлинг не увлекается картиной жестоких мучений или изображением гротескных звероподобных дьяволов. Трагизм момента художник передаёт через мимику (здесь он в полной мере использует свой талант портретиста) и жесты несчастных, ввергаемых в огонь. Тела грешников, переплетённые друг с другом в страданиях, тем не менее грациозны и изящны. Несомненно, что художник внимательно изучал обнажённую натуру.
Левая створка представляет одну из самых светлых картин Рая в живописи. Праведники с помощью Святого Петра поднимаются к вратам Небесного Иерусалима по хрустальной лестнице, на вершине которой их, как сказано в Евангелии, облекают в одежды в соответствии с тем рангом, который они занимали при жизни. Спасённых музыкой встречают ангелы. Из-за прикрытых Врат Рая вырывается ослепительно яркий свет. Жесты персонажей гармоничны, лица спокойные, просветлённые. Архитектурный комплекс Райских Врат напоминает здания в Брюгге. На фронтоне входа — барельеф с изображением сотворения Евы. На пилястрах портала расположены статуи ветхозаветных пророков и царей. Под тимпаном, в окружении символов четырёх евангелистов: быка, льва, орла и ангела, на троне восседает Христос, у его ног — Божий агнец. Некоторые исследователи считают, что Мемлинг переосмыслил мотивы входа в Рай из кёльнского «Страшного суда», созданного Стефаном Лохнером около 1435 года.

## Судьба триптиха

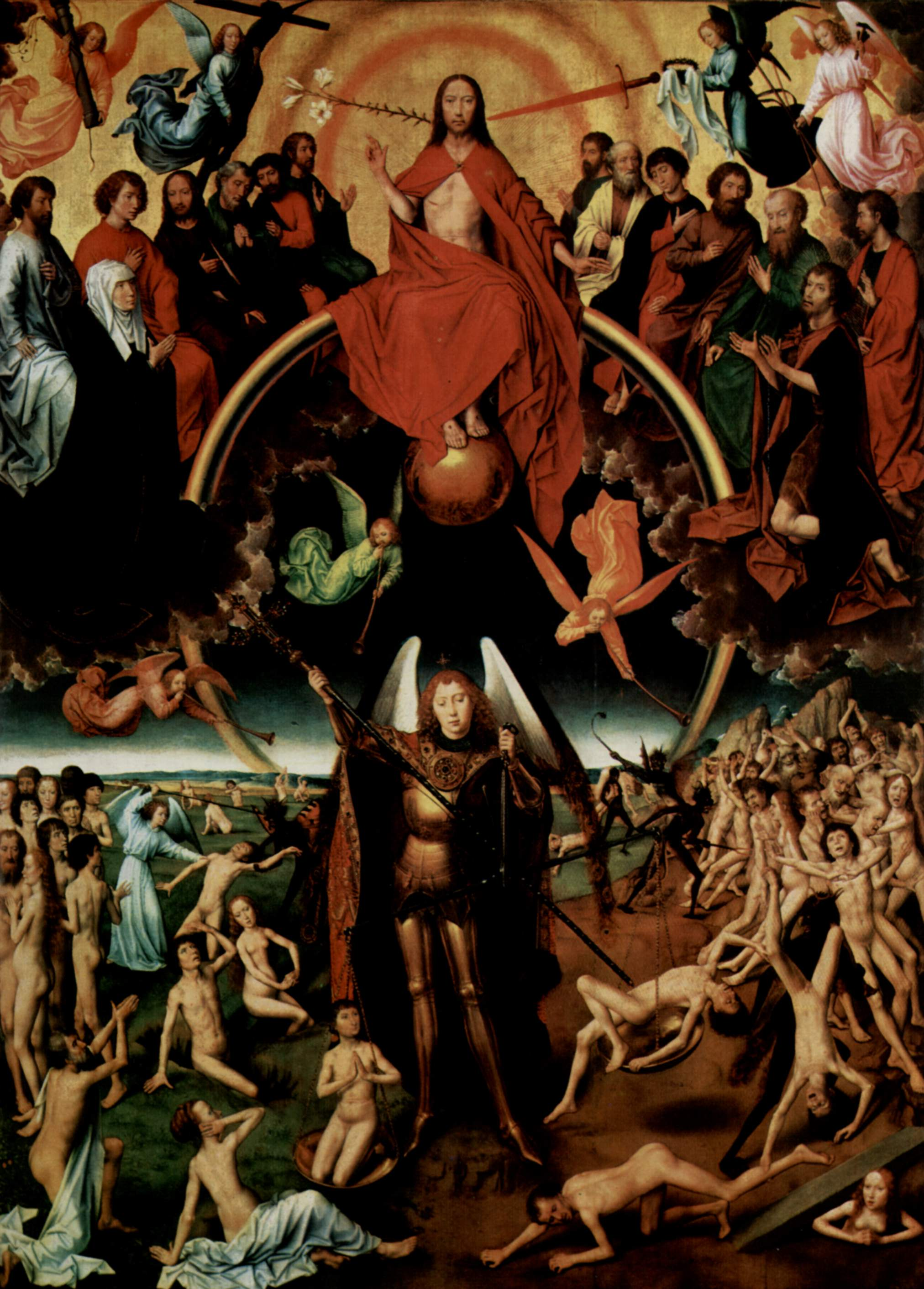
Центральная часть триптиха

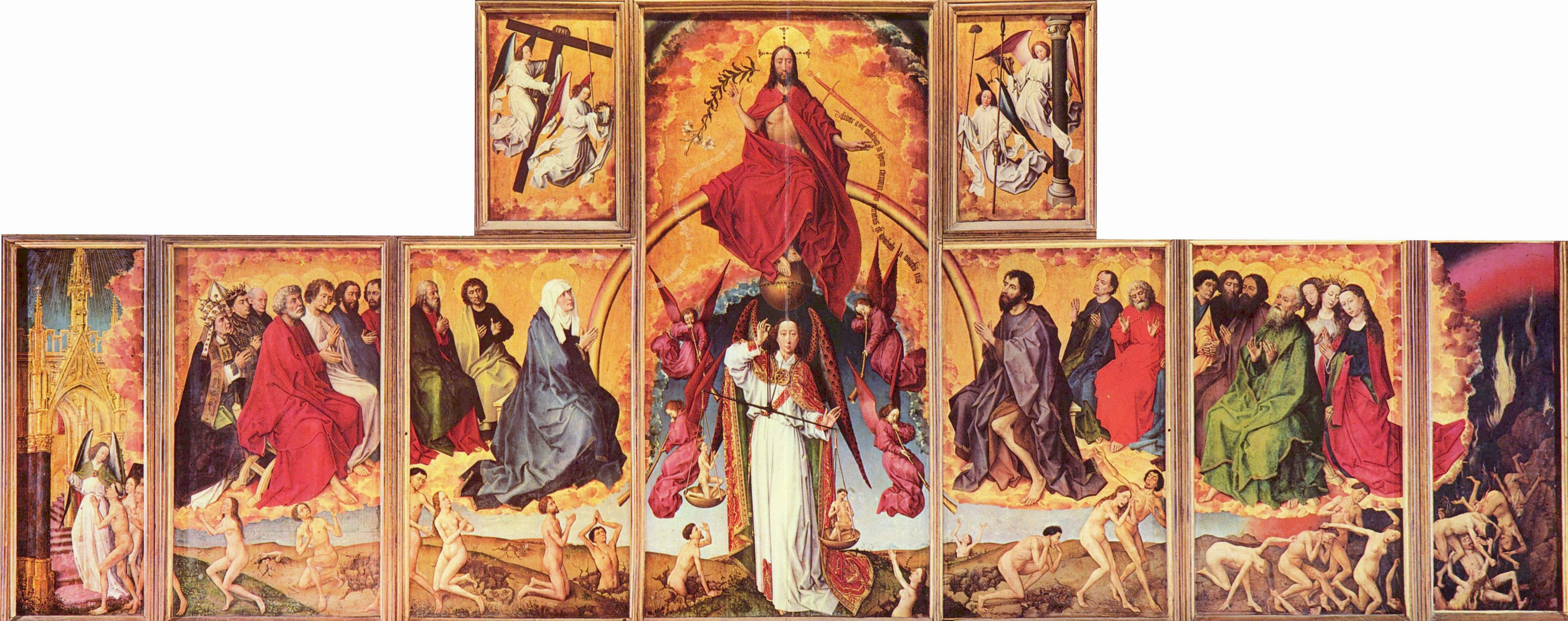
Рогир ван дер Вейден. Страшный суд

В 1473 году «Страшный суд» был отправлен во Флоренцию на галере «Маттео». Это была одна из двух галер, осуществлявших связь Банка Медичи с его филиалами и курсировавших по маршруту Брюгге-Пиза-Константинополь. Морской путь был выбран как более быстрый и безопасный. Галера зашла в Саутгемптон, чтобы принять на борт дополнительный груз. 27 апреля 1473 года галера, направлявшаяся в Пизу, была атакована пиратами под предводительством Пауля Бенеке, нанятого Ганзейским союзом для ведения боевых действий с Англией. Бенеке передал триптих своим хозяевам, в Данциг, а те — в Церковь Святой Марии (нем. Marienkirche). «Маттео» шёл под флагом нейтральной стороны (бургундской), но это не спасло его от разграбления. Ни протесты банка Медичи, ни даже булла папы Сикста IV не помогли Якопо Тани обрести триптих . В 1474 году друг Портинари, Ансельм Адорнес, пытался вызволить триптих, но его дипломатическая миссия потерпела неудачу.
Триптих оставался в Данциге до 1807 года, когда он был конфискован наполеоновскими войсками. Новым его местопребыванием стал Музей Наполеона (так назывался Лувр во время Первой Империи) в Париже. После падения Наполеона, в 1815 году, «Страшный суд» был перевезён в Берлин. Берлинская Академия искусств предлагала взамен произведения Мемлинга копию с «Сикстинской мадонны» Рафаэля и три стипендии для молодых художников из Данцига. Сделка не состоялась, и в следующем году картина вернулась в Данциг.
В 1945 году, при отступлении немецких войск, триптих по приказу Геринга был отправлен в Тюрингию. Позднее уже советскими войсками вывезен в Ленинград. Хранился в Эрмитаже до 1956 года, когда благодаря настойчивости польской стороны был возвращён в Гданьск, в Национальный музей, расположенный в средневековом монастыре Святой Троицы.